# Augaptilus longicaudatus
Augaptilus longicaudatus är en kräftdjursart som först beskrevs av Claus 1863.  Augaptilus longicaudatus ingår i släktet Augaptilus och familjen Augaptilidae. Inga underarter finns listade i Catalogue of Life.